# Центральний музей Державної прикордонної служби України
Центральний музей Державної прикордонної служби України — музей, що зберігає і пропагує історію та традиції Державної прикордонної служби України.

## Історія
Музей відкрився для відвідувачів 3 листопада 1996. З 2012 музей розміщений в селищі Оршанець, що на Черкащині — на території Навчального центру Державної прикордонної служби України ім. І. Момота.

## Мета
- Історичне тлумачення державного кордону як ознаки державності, його політичне та соціальне значення для Української державності, ознайомлення громадськості зі становленням, життям і діяльністю Державної прикордонної служби України;
- Національно-патріотичне виховання молоді та підготовка її до служби в Державній прикордонній службі України;
- Науково-дослідна робота, пошук і збереження документальних матеріалів, окремих речей, зброї, спогадів, пов'язаних з охороною кордонів України з давніх часів до сьогодення.

## Експозиція
Музей успадкував значну кількість експонатів колишнього Музею прикордонних військ Червонопрапорного Західного прикордонного округу, а також матеріали, зібрані під час військово-польових експедицій та наукових відряджень. Багато експонатів були передані до фонду музею громадськими військово-патріотичними організаціями, ветеранами-прикордонниками та їх сім'ями.
Експозиція музею розміщена у п'яти залах загальною площею понад тисячу квадратних метрів і налічує близько п'яті тисяч експонатів, серед яких є:
- унікальні документи,
- ексклюзивні фотографії,
- цінні нагороди,
- бойові прапори військових частин,
- макети зброї,
- особисті речі легендарних прикордонників,
- газети і листівки минулих часів,
- експонати образотворчого мистецтва та культового характеру,
- предмети контрабанди, які були вилучені у порушників державного кордону.

Фонди музею налічують понад п'ятдесят тисяч бойових реліквій та експонатів, присвячених охороні кордонів українських земель у період від Київської Русі до сьогодення. За час свого існування прикордонний музей став храмом пам'яті та поклоніння для багатьох поколінь захисників кордонів Вітчизни. За цей час його відвідало більше 500 тисяч українців та іноземних громадян.

## Зали
1. Зародження прикордонної сторожі на теренах України IX століття. Українське козацтво на охороні кордонів XIV—XVIII століть.
2. На зламі епох
3. Участь прикордонників у Другій світовій війні (1939—1945)
4. Прикордонні війська в афганській війні (1979—1989)
5. Антитерористична операція

## Керівники
- Путря Валерій Іванович — начальник музею, полковник
- Шевченко Ольга Йосипівна - заступник начальника музею, старший лейтенант